# Cyclophora pendularia
The Dingy Mocha (Cyclophora pendularia),là một loài bướm đêm thuộc họ Geometridae. Loài này được tìm thấy ở the Palearctic ecozone.
Sải cánh dài 26–29 mm. Con trưởng thành bay từ tháng 5 đến tháng 8 tùy theo địa điểm.
Ấu trùng ăn Willow.

## Hình ảnh

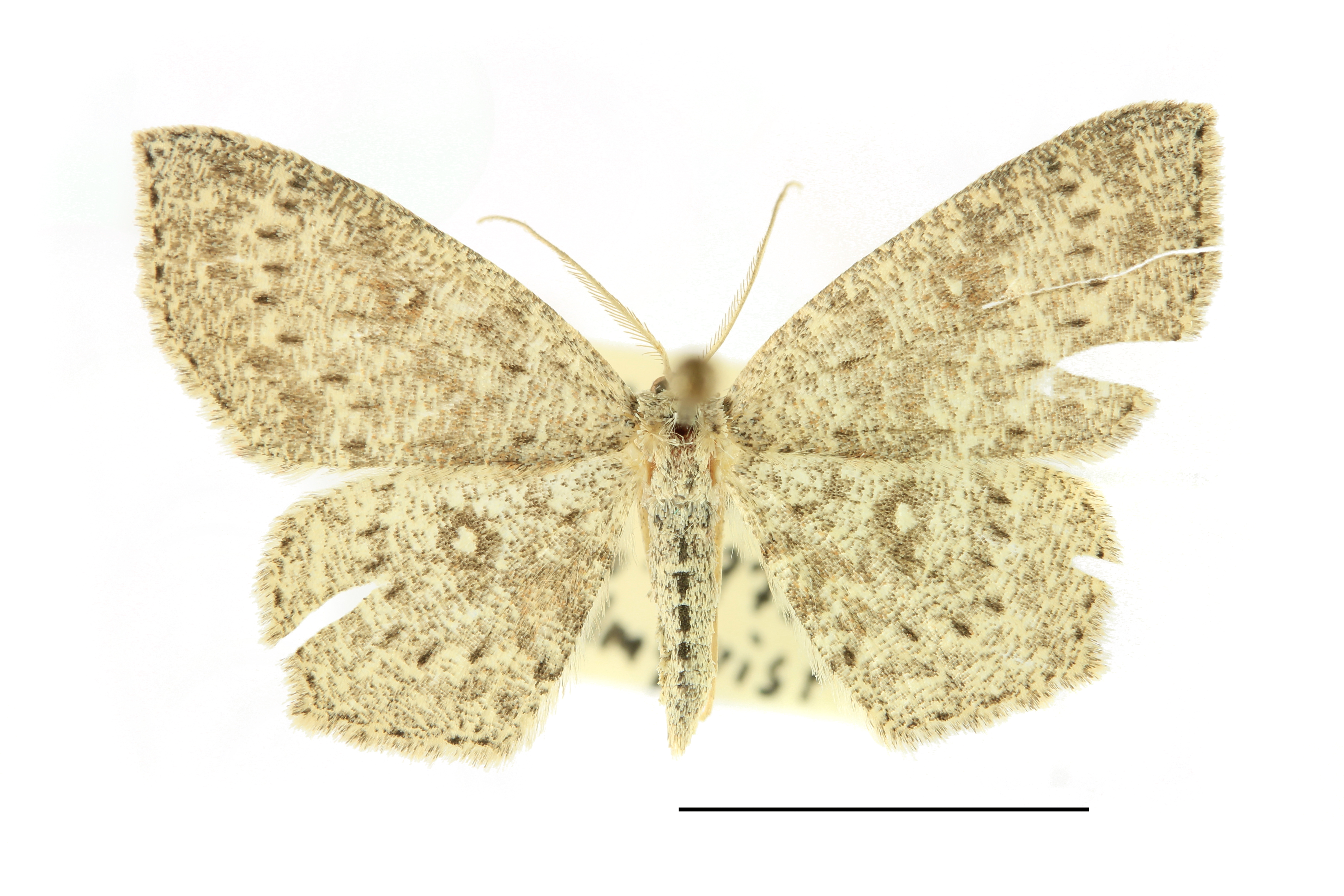
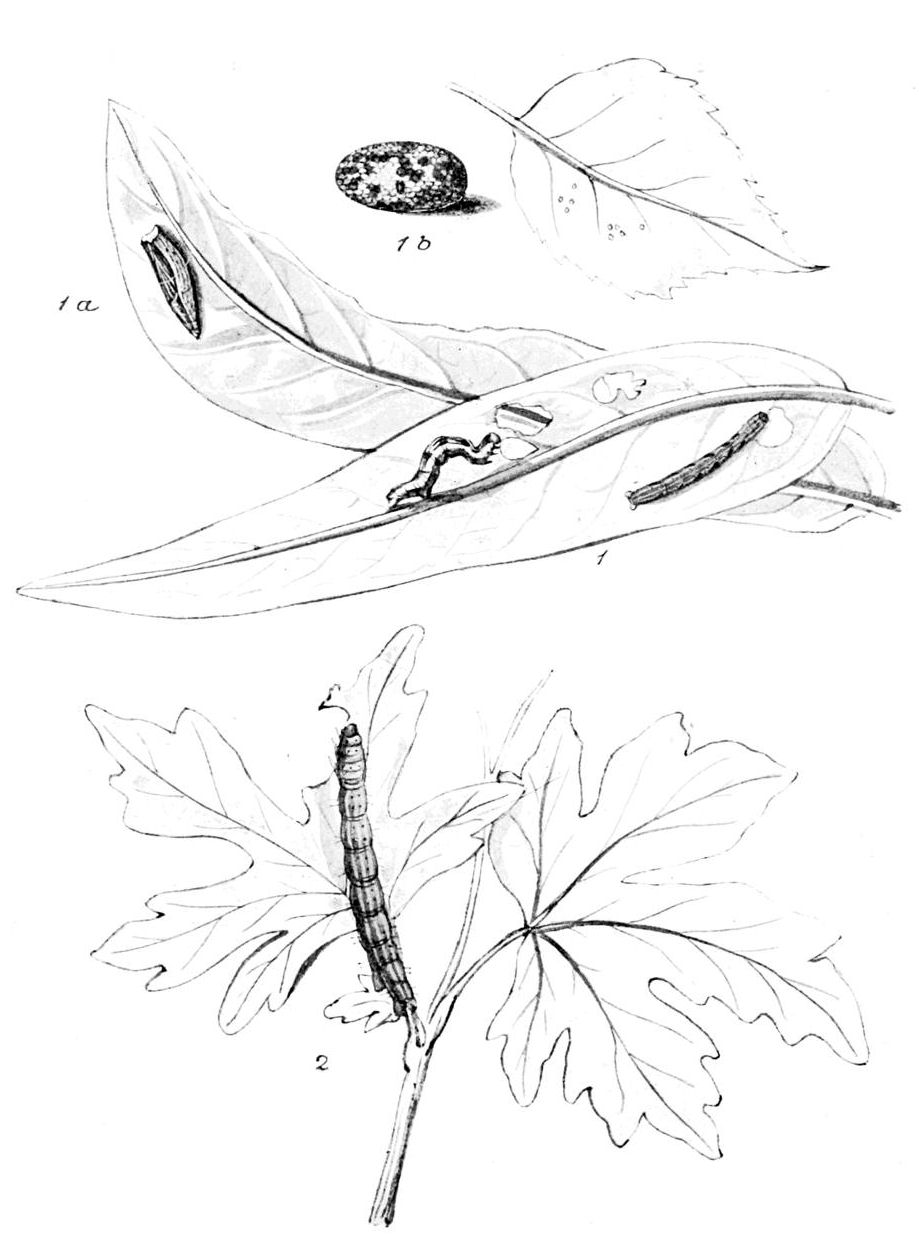
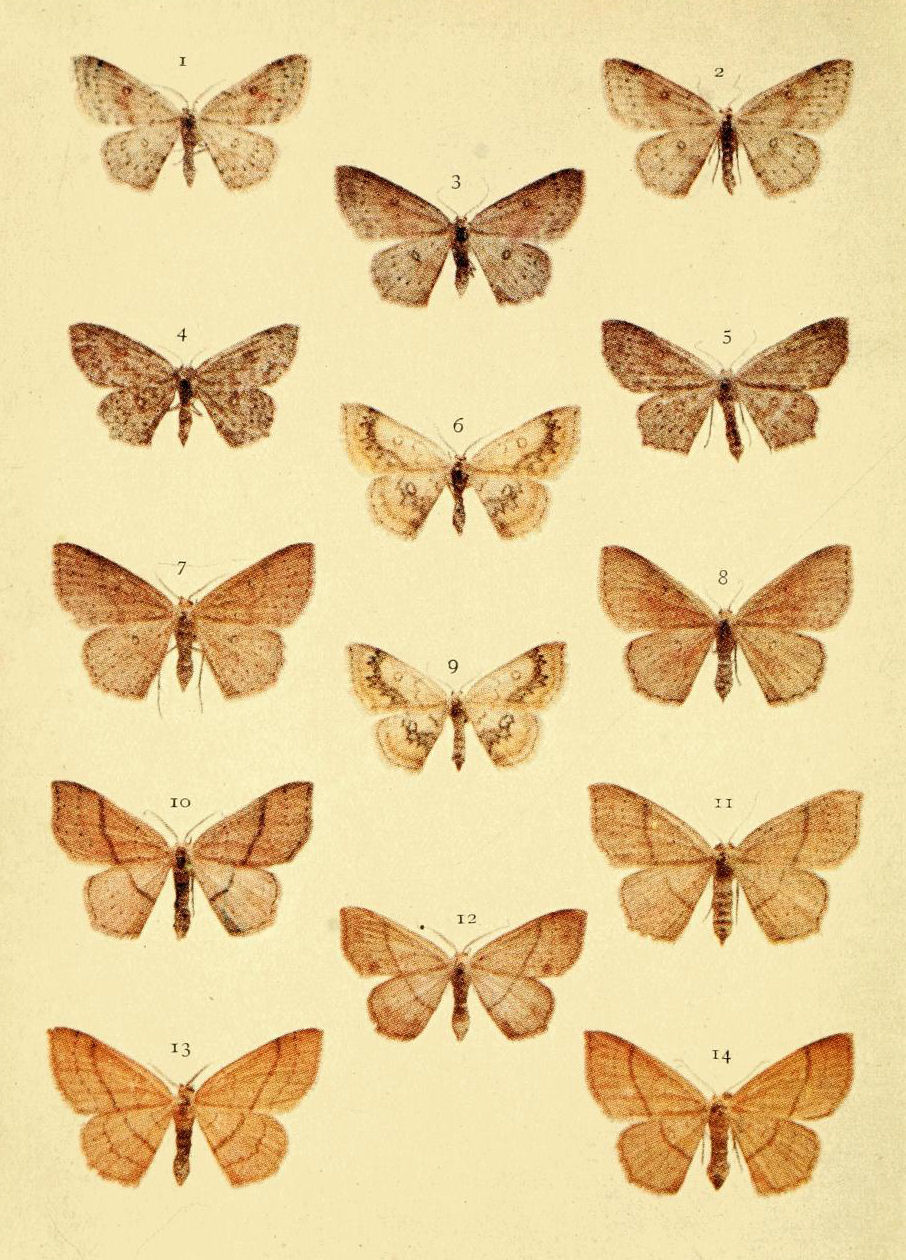